# 보론웨
보론웨는 《곤돌린의 몰락》에서 언급된 요정이다. 곤돌린의 왕 투르곤 휘하의 요정으로 알려졌다. 그는 곤돌린으로 향하는 투오르의 안내자로 그 사명을 완수 한다.

## 안내자 역할
보론웨는 곤돌린의 왕 투르곤에 의해 서녘으로 떠나 발리노르에 도움을 청하는 임무를 맡았다. 그러나 만도스의 저주로 발리노르에 다다르기는커녕 바다에서 죽음을 맞이할 뻔 했으며, 자신 외에 요정은 모두 죽게 된다. 울모의 도움으로 육지로 돌아간 보론웨는 울모의 사명을 받아 곤돌린으로 향하는 인간을 안내하게 되었는데 안내해야 하는 그 인간은 다름 아닌 투오르였다. 비록 서녘으로 향하는 일은 실패 하였으나, 서녘의 존재로부터 뜻을 전달 받는 것은 이루어진 것이다.
이후 함께 동행하며 도중의 적을 피해 곤돌린의 보안을 무사히 통과하게 되는 순간까지 도움을 주었다.

## 기타
투르곤에게 투오르가 울모의 전언을 성공적으로 전달했으나, 잔존을 고집한 투르곤은 적극적으로 때를 맞춰 안전지대로 이동하는 계획을 세우는 것 대신 투오르를 자신에게 충성하는 세력을 이끄는 지도자 중 하나로 세우는 것으로 마쳤다. 결국 투오르가 중심이 된 무리가 이후 모르고스 제압에 큰 역할을 했다.